# Peter und Michael Spierig
Die Zwillinge Peter und Michael Spierig (* 29. April 1976 in Buchholz in der Nordheide), auch bekannt als die Spierig-Brüder (engl. The Spierig Brothers), sind deutsch-australische Filmschaffende.

## Leben
Die eineiigen Zwillinge wurden im niedersächsischen Buchholz in der Nordheide als Söhne von John und Marianne Spierig geboren. Als die beiden vier Jahre alt waren, zog die Familie nach Sydney, wo die Spierig-Brüder ihre Kindheit verbrachten. Bereits damals drehten Peter und Michael mit der Videokamera ihres Vaters Filme, die auf lokalen Festivals und Veranstaltungen gezeigt wurden.
Später zog die Familie nach Brisbane, wo Peter und Michael an der Griffith University am Queensland College of Art studierten. Michael spezialisierte sich auf Grafikdesign, während Peter „Film und Fernsehen“ studierte. Durch ihre Kurzfilme, die die beiden während ihres Studiums weiterhin drehten, wurden schnell größere Firmen auf die Spierig-Brüder aufmerksam. Sie wurden angeheuert, Werbespots für Kunden wie Coca-Cola oder Universal Studios zu drehen.
2003 wurde schließlich ihr erster Langfilm veröffentlicht, der Horrorfilm Undead.
Abgesehen von Jigsaw (2017) haben Peter und Michael Spierig bei all ihren Filmen die Regie übernommen und das Drehbuch verfasst. Teilweise waren sie auch für den Schnitt, die Musik oder die Produktion zuständig.

## Filmografie
- 2000: The Big Picture (Kurzfilm)
- 2003: Undead
- 2009: Daybreakers
- 2014: Predestination
- 2017: Jigsaw
- 2018: Winchester – Das Haus der Verdammten (Winchester)